# Suorsajärvi (sjö, lat 66,30, long 27,28)
Suorsajärvi är en sjö i Finland. Den ligger i kommunen Posio i landskapet Lappland, i den norra delen av landet, 700 km norr om huvudstaden Helsingfors. Suorsajärvi ligger 172,5 meter över havet. Arean är 1,01 kvadratkilometer och strandlinjen är 7,01 kilometer lång. Sjön  ingår i Kemi älvs huvudavrinningsområde. 